# William Russell Grace

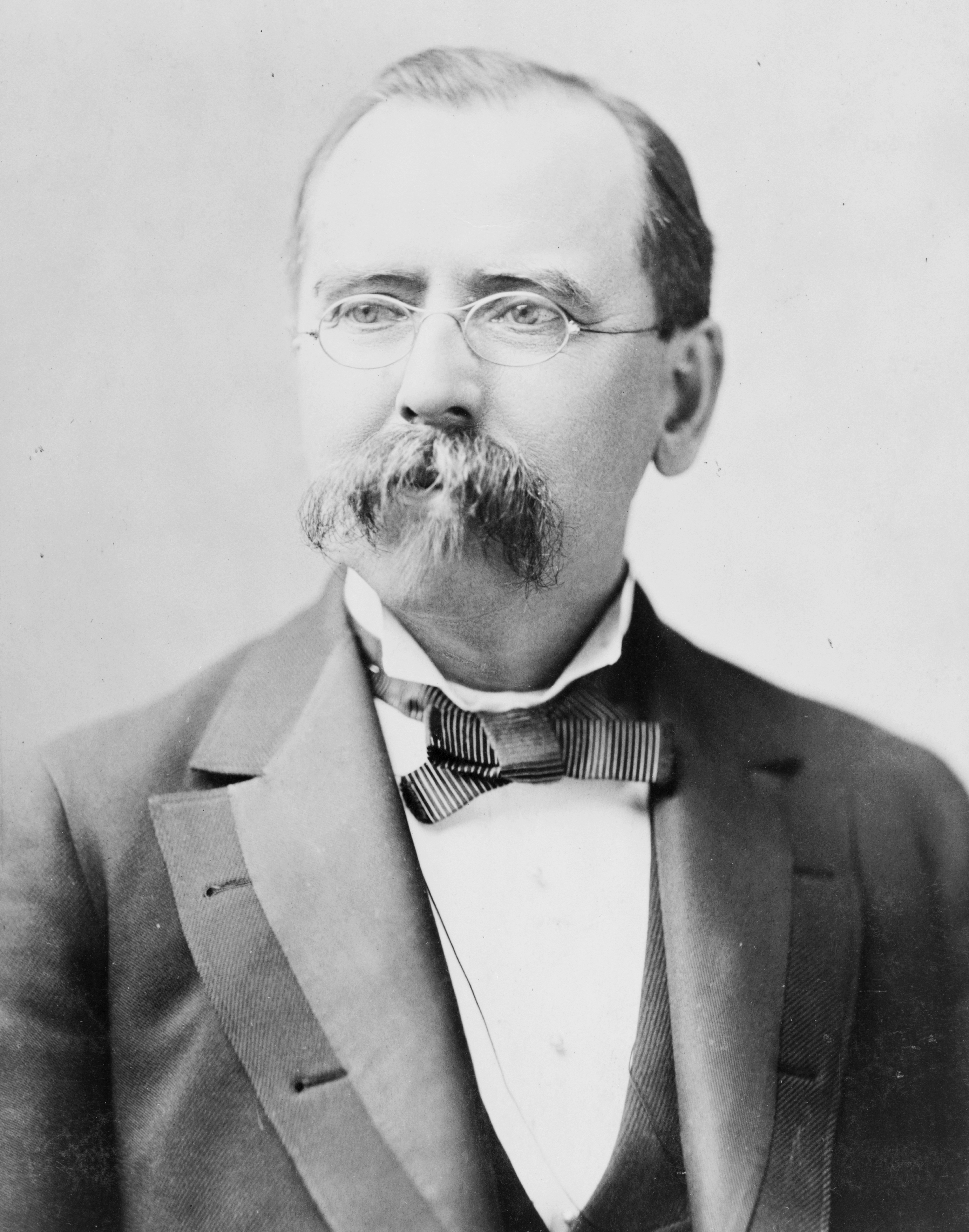
William Russell Grace

William Russell Grace (* 10. Mai 1832 in Ballylinan, County Laois, Irland; † 21. März 1904 in New York City) war ein US-amerikanischer Politiker. In den Jahren 1881 und 1882 sowie nochmals von 1885 bis 1886 war er Bürgermeister der Stadt New York.

## Werdegang
William Grace wuchs in seiner irischen Heimat auf. Im Jahr 1851 reiste er mit seinem Vater nach Peru, wo die beiden eine irische Siedlung gründen wollten, die vor allem auf landwirtschaftlichem Gebiet tätig sein sollte. Während der Vater nach Irland zurückkehrte, blieb William in Peru, wo er als Schiffsausrüster für die Firma John Bryce and Co arbeitete. Später wurde er Teilhaber des Unternehmens, das mehrmals seinen Namen änderte und schließlich W. R. Grace and Company hieß. Seit 1865 lebte er in New York City. Von dort aus leitete er fortan seine Firma. In den Jahren 1878 und 1879 unterstützte er seine irische Heimat während einer Hungersnot. Von 1879 bis 1884 lieferte er auch Waffen nach Peru, die das Land in einem Krieg mit Chile einsetzte. Um 1890 kontrollierte die W.R. Grace Company die meisten Transport- und Industrieunternehmen Perus. Grace setzte sich für den Bau des Panamakanals ein. Zehn Jahre nach seinem Tod war es ein Schiff seiner Firma, das als erstes den neuen Kanal befuhr.
Politisch schloss sich Grace der Demokratischen Partei an. Dabei war er aber als gebürtiger Ire, der zwischenzeitlich die amerikanische Staatsbürgerschaft erhalten hatte, ein Gegner der in New York sehr einflussreichen Gesellschaft von Tammany Hall, deren Mitglieder zumeist der anglo-amerikanischen Bevölkerungsgruppe entstammten. Im Jahr 1880 wurde Grace zum Bürgermeister der Stadt New York gewählt. Dieses Amt bekleidete er zwischen dem 1. Januar 1881 und dem 31. Dezember 1882. Das Stadtgebiet von New York erstreckte sich bis 1898 im Wesentlichen auf den heutigen Stadtteil Manhattan. Er war der erste katholische und irischstämmige Bürgermeister der Stadt und bekämpfte die vor allem von Tammany Hall praktizierte Korruption. Außerdem senkte er die Steuern. Trotzdem wurde er 1882 von seiner Partei nicht wieder aufgestellt, so dass Franklin Edson zu seinem Nachfolger gewählt wurde.
William Grace blieb weiterhin Mitglied der Demokraten, wurde aber im Jahr 1884 als Unabhängiger erneut zum Bürgermeister von New York City gewählt. Dieses Amt übte er in den Jahren 1885 und 1886 aus. Während dieser Zeit wurde die Freiheitsstatue, ein Geschenk Frankreichs, in New York aufgestellt. Im Juni 1888 nahm Grace als Delegierter an der Democratic National Convention in St. Louis teil, auf der Präsident Grover Cleveland zur dann erfolglosen Wiederwahl nominiert wurde. Zusammen mit seinem Bruder Michael gründete er im Jahr 1897 das Grace Institute für sozial benachteiligte Frauen. Sein Neffe Cecil Grace (1880–1910) war ein Pionier der Luftfahrt, der 1910 bei einem Flug über den Ärmelkanal die Orientierung verlor und seither als verschollen gilt. William Grace selbst starb am 21. März 1904 in New York.